# Медвеженский уезд
Медвеженский уезд — административная единица Ставропольской губернии, существовавшая в 1872—1924 годах. Административный центр — село Медвежье.

## История
Уезд образован 15 (27) мая 1872 года в результате административно-территориальной реформы при которой Ставропольский уезд был разделён на 2 уезда: Ставропольский — с центром в городе Ставрополь и Медвеженский — с центром в селе Медвежье (ныне село Красногвардейское Ставропольского края). Уезд располагался в северо-западной части губернии.
В конце XIX — начале XX века на страницах «Энциклопедического словаря Брокгауза и Ефрона» уезд был описан следующим образом:
Медвеженский уезд занимает сев.-зап. часть Ставропольской губ. и граничит с Областью Войска Донского и Кубанской областью. 6803 кв. в. (не считая Большедербетовского улуса). Ровная поверхность, едва заметно понижающаяся к С. Очень сухой климат; у. совершенно безлсен и очень бедно орошен. На границе его с Землей Войска Донского протекает степная рч. Средний Егорлык, а по самому у. — Большой Егорлык; но оба они несут много воды только весной и во время сильных дождей, в летнее же и осеннее время вода в них застаивается, загнивает и распространяет зловоние. Иногда они почти пересыхают. В колодцах и родниках вода нередко содержит так много солей, что не годится даже для питья скоту. Климат вообще здоровый, но вследствие частых ветров и пыли местные жители часто болеют глазными болезнями. Почва большей частью суглинок или глинистая, нередко солонцеватая; в отношении плодородия занимает среднее место. Жителей в у., вместе с Большедербетовским улусом, 196778 (98986 мжч. и 97792 жнщ.), в том числе в Большедербетовском улусе 12795 (7241 мжч. и 5554 жнщ.). Православных 179882, раскольников 3480, католиков 269, протестантов 1870, магометан 215, евреев 518, армяно-григор. 136, буддистов 10140, проч. 268. Дворян 822, духовн. 680, поч. гражд. и купц. 632, мещан 5023, военн. 13688, крестьян 165645, кочев. инородцев 10119, проч. 169. Главное занятие жителей — земледелие. Из общего числа 1141135 дес. (в том числе в Большедербетовском улусе 483750 дес.) неудобной земли 109270 дес., 9450 дес. занято лесом. У крестьян надельной земли 681510 дес. (сюда включаются и кочевья калмыков). Под рожь засевается 30800 д., оз. пшен. 158500 д., яров. пшен. 125250 дес., овес 20220 дес., ячмень 40250 дес., просо 9100 дес., горох 75 дес., чечевицу 125 дес., картофель 550 дес., лен 1150 дес., коноплю 1520 дес. Собирается: ржи 1250000 пд., озим. пшен. 6525000 пд., яровой пшен. 5300000 пд., овса 625000 пд., ячменя 1680000 пд., проса 300000 пд., гороха 3000 пд., чечевицы 4150 пд., картоф. 210000 пд., льняного сем. 45125 пд. и волокна 40500 пд., коноплян. сем. 26260 пд. и волокна 35640 пд. Крестьянский банк с 1885 по 1894 г. выдал 179799 р. на покупку крестьянскими товариществами 9381 дес. владельческой земли. Эти товарищества приплатили к ссуде банка 86850 руб. Они составились из переселенцев из губ. Курской, Черниговской, Екатеринославской и Подольской. Лошадей, годных для работ, 33772 (у крестьян 31982), плодовых кобылиц 6133, жеребцов и жеребят табунных и домашних 7631, волов 55219, дойных коров и вообще гулевого скота 63771 гол. Тонкорунных овец у крестьян 26389, у частных землевладельцев 13325, простых овец у крестьян 280059, у других владельцев 1380. Коз 10147, верблюдов 131, свиней у крестьян 53460 и у других владельцев 1230. Благоприятными условием для развития скотоводства в уезде служат степи, которых считается 670415 дес. Промыслами занимались 2609, батрачеством — 1430 чел. Фабри к и заводов в 1893 г. считалось 1055. Более всего было мельниц: 762 ветряных, с произв. на 215000 р., водяных 37 — 39775 р., паровых 5 — 25490 р., конных 6 — 7300 р. 104 овчинных зав. на 23670 р., овчинно-шубных 11 — 4860 р., кожевенных зав. 29 — 18200 р., маслобоен 58 — 24470 р., винокуренный зав. 1 — 96000 р., 2 пиво-медоваренных — 29600 р., кирпичных 12 — 16200 р., горшечных 16 — 8000 р. На всех фабриках и заводах работало 1280 чел.; общая сумма производства — 527355 руб. 5 участков земск. начальников, 4 стана, 34 волости. Население преимущественно русское; в с. Хагинском немцев более 400 чел. и эстонцев более 200. 137656 жит., по 6 чел. на дом. Жилых домов 22694, в том числе каменных 17325 и деревянных 5369. Более значительные селения: Белая-Глина (более 10000 жит.), Красная-Поляна и Новый-Егорлык. Православных церквей 36. Больница 1 (в с. Медвежьем), аптек 4, врачей 2. Школ мин. нар. просвещения 38. Сады и огороды заведены при большинстве учил. Лютеранских училищ 2, 1 калмыцкое и несколько церковно-приходских школ и школ грамоты. Мирских расходов было 296822 руб., в том числе на народное образование 21445 р., на церковь 37169 р., на разъездных лошадей 53649 р., на медиц. часть 6699 р., на благотворительность 832 р., должностным лицам сельского управления 40061 р., волостным старшинам и их помощникам 8536 р., волостным писарям 20605 р., канцелярские расходы 5917 р., на обществ. здания 95749 р. На душу падает мирских платежей 4 р. 21 к., на дес. — 43 коп. Главный предмет торговли — хлеб в зерне. Хлеб собирается по селениям скупщиками и направляется в Ростов на Дону и Новороссийск. Два склада земледельческих орудий.
    Н. Д. и А. Ф. С..
7 августа 1920 года из уезда был выделен новообразованный Воронцово-Николаевский уезд.
29 января 1923 года Медвеженский уезд был переименован в Белоглиненский.
В июне 1924 года Ставропольская губерния была упразднена, а её территория вошла в одноимённый округ. Также вместо уездов были созданы районы. Соответственно вместо Медвеженского (Белоглиненского) уезда был образован Медвежинский район Ставропольского округа.

## Государственные учреждения уезда
- Медвеженское образцовое степное лесничество Ставропольско-Терского управления Государственными Имуществами.

### Врачебно-медицинское обеспечение уезда
Врачебное отделение Ставропольского губернского правления в Медвеженском уезде.
По данным 1885 года в Ставропольской губернии насчитывалось 8 больниц, 7 из них находились в городе Ставрополе и одна больница — в селе Медвежьем Медвеженского уезда. В 1885 году за медицинской помощью обратилось 5970 человек или 3,77 % от общего населения Медвеженского уезда, которое составляло на тот момент 158514 человек. Из числа больных, обратившихся за медпомощью, 470 человек умерло, что составляет 7,87 % от числа обратившихся. В том же году в Медвеженском уезде родилось 12785 детей, из них более 75,4 % (9649 детей) были привиты от оспы, что на 1494 детей больше, чем в 1884 году. Роженицы в то время очень редко прибегали к помощи уездных или сельских повивальных бабок, так в 1885 году лишь 0,5 % родов принято повивальными бабками.

## Развитие уезда в цифрах

### Демография в уезде
| Год сбора статистики | Родилось, человек | Родилось, человек | Родилось, человек | Умерло, человек | Умерло, человек | Умерло, человек | Количество браков |
| Год сбора статистики | ВСЕГО             | мужcкого пола     | женского пола     | ВСЕГО           | мужcкого пола   | женского пола   | Количество браков |
| -------------------- | ----------------- | ----------------- | ----------------- | --------------- | --------------- | --------------- | ----------------- |
| 1875                 | 8891              | 4444              | 4447              | 5782            | 2969            | 2813            | 1672              |
| 1876                 | 5409              | 2764              | 2645              | 3340            | 1734            | 1606            | 744               |
| 1877                 | 8124              | 4125              | 3999              | 5501            | 2831            | 2670            | 1347              |
| 1878                 | 9047              | 4735              | 4312              | 6041            | 3117            | 2924            | 2065              |

### Экономические и социальные показатели жизни населения
| Год сбора статистики | Население | Население | Население | Количество дворов | Количество дворов           | Количество дворов              | Количество рабочих лошадей и волов у населения | Количество рабочих лошадей и волов у населения | Количество дойных коров и молодняка КРС у населения | Количество дойных коров и молодняка КРС у населения | Количество земледельческих орудий у населения | Количество земледельческих орудий у населения | Количество преступлений | Количество преступлений | Количество пожаров и нанесённый ущерб | Количество пожаров и нанесённый ущерб | Количество пожаров и нанесённый ущерб | Построено общественных сооружений | Построено общественных сооружений |
| Год сбора статистики | ВСЕГО     | мужчин    | женщин    | ВСЕГО             | Занимающихся хлебопашеством | Не занимающихся хлебопашеством | Лошадей                                        | Волов                                          | Коров                                               | яловок и телят                                      | плугов                                        | сох                                           | грабежы                 | кражи                   | пожаров                               | пострадало дворов                     | материальный ущерб, руб.              | народных училищ                   | прочих                            |
| -------------------- | --------- | --------- | --------- | ----------------- | --------------------------- | ------------------------------ | ---------------------------------------------- | ---------------------------------------------- | --------------------------------------------------- | --------------------------------------------------- | --------------------------------------------- | --------------------------------------------- | ----------------------- | ----------------------- | ------------------------------------- | ------------------------------------- | ------------------------------------- | --------------------------------- | --------------------------------- |
| 1873                 | 106433    | 54713     | 51720     |                   |                             |                                |                                                |                                                |                                                     |                                                     |                                               |                                               |                         |                         |                                       |                                       |                                       |                                   |                                   |
| 1874                 |           |           |           |                   |                             |                                |                                                |                                                |                                                     |                                                     |                                               |                                               |                         |                         | 47                                    | 157                                   | 353 526                               |                                   |                                   |
| 1875                 |           |           |           | 16496             | 13325                       | 1171                           | 20121                                          | 52044                                          | 33081                                               | 72045                                               | 10714                                         | 4629                                          | 1                       | 7                       | 69                                    | 422                                   | 284 200                               | 4                                 |                                   |
| 1882                 | 144489    |           |           |                   |                             |                                |                                                |                                                |                                                     |                                                     |                                               |                                               |                         |                         | 225                                   | 448                                   | 227 767                               |                                   |                                   |
| 1883                 | 147255    |           |           |                   |                             |                                | 48175                                          |                                                |                                                     |                                                     |                                               |                                               |                         |                         |                                       |                                       |                                       |                                   |                                   |
| 1884                 | 153145    |           |           |                   |                             |                                |                                                |                                                |                                                     |                                                     |                                               |                                               |                         |                         |                                       |                                       |                                       |                                   |                                   |
| 1885                 | 158514    |           |           |                   |                             |                                |                                                |                                                |                                                     |                                                     |                                               |                                               |                         |                         |                                       |                                       |                                       |                                   |                                   |
| 1886                 | 160139    | 81093     | 79046     |                   |                             |                                |                                                |                                                |                                                     |                                                     |                                               |                                               |                         |                         |                                       |                                       |                                       |                                   |                                   |
| 1889                 | 165870    | 83842     | 82028     |                   |                             |                                |                                                |                                                |                                                     |                                                     |                                               |                                               |                         |                         |                                       |                                       |                                       |                                   |                                   |

#### Крупные населённые пункты уезда
По данным 1883—1884 годов в Медвеженском уезде насчитывалось 60 населённых пунктов. По более поздним сведениям, полученным в 1889 году, в уезде насчитывалось 68 селений, из них 30 населённых пунктов были крупными (с числом домов более 200), 2 селения были средними (с числом домов от 50 до 100) и 36 населенных пунктов считались малыми (с числом домов от 25 до 50). Ниже приведены сведения о населённых пунктах уезда с числом жителей более 1000 человек.
|                    | Число жителей на год сбора статистики | Число жителей на год сбора статистики |
| 1883               | 1884                                  |                                       |
| ------------------ | ------------------------------------- | ------------------------------------- |
| Бѣлоглина          | 9203                                  | 9643                                  |
| Преградное         | 7982                                  | 8277                                  |
| Краснополяна       | 7922                                  | 8206                                  |
| Ладовская балка    | 7723                                  | 7806                                  |
| Ново-Егорлыкское   | 7093                                  | 7426                                  |
| Новодмитровское    | 6942                                  | 7231                                  |
| Мѣдвежье           | 6894                                  | 7314                                  |
| Сандата            | 6593                                  | 6880                                  |
| Песчанокопское     | 6223                                  | 6423                                  |
| Воронцовское       | 5684                                  | 5681                                  |
| Средне-Егорлыкское | 5538                                  | 5800                                  |
| Лѣтницкое          | 5523                                  | 5775                                  |
| Богородицкое       | 4483                                  | 5606                                  |
| Жуковское          | 4010                                  | 4180                                  |
| Привольное         | 3889                                  | 4017                                  |
| Ново-Павловское    | 3641                                  | 3725                                  |
| Екатеринское       | 3161                                  | 3161                                  |
| Николаевское       | 3051                                  | 3200                                  |
| Березовское        | 3023                                  | 3196                                  |
| Ивановское         | 2845                                  | 2979                                  |
| Ново-Михайловское  | 2635                                  | 2924                                  |
| Борониковское      | 2633                                  | 2633                                  |
| Лопанское          | 2465                                  | 2600                                  |
| Поливянское        | 2448                                  | 2619                                  |
| Разсыпное          | 2214                                  | 2293                                  |
| Новоманычское      | 2190                                  | 2219                                  |
| Развильное         | 2036                                  | 2130                                  |
| Крученая Балка     | 2025                                  | 2131                                  |
| Горькобалковское   | 1928                                  | 2073                                  |
| Кулешовское        | 1745                                  | 1815                                  |

#### Народное образование в уезде
По данным 1890 года в уезде функционировало 23 сельских одноклассных училища Министерства Народного Просвещения, 10 начальных училищ, 1 нехристианское (калмыцкое) училище и 2 лютеранских церковно-приходских школы.
Одноклассные училища Министерства народного просвещения
| Населённый пункт                                                               | Наименование училища                                                           | Год основания училища                                                          | Количество учеников в училище на год сбора статистики | Количество учеников в училище на год сбора статистики | Количество учеников в училище на год сбора статистики |
| Населённый пункт                                                               | Наименование училища                                                           | Год основания училища                                                          | 1890                                                  | 1890                                                  | 1890                                                  |
| Населённый пункт                                                               | Наименование училища                                                           | Год основания училища                                                          | Всего                                                 | Мальчиков                                             | Девочек                                               |
| ------------------------------------------------------------------------------ | ------------------------------------------------------------------------------ | ------------------------------------------------------------------------------ | ----------------------------------------------------- | ----------------------------------------------------- | ----------------------------------------------------- |
| Богородицкое                                                                   | Богородицкое училище                                                           | 1864                                                                           | 51                                                    | 44                                                    | 7                                                     |
| Белоглина                                                                      | Белоглинское 1-е училище                                                       | 1844                                                                           | 66                                                    | 61                                                    | 5                                                     |
| Белоглина                                                                      | Белоглинское 2-е училище                                                       | 1881                                                                           | 62                                                    | 59                                                    | 3                                                     |
| Воронцовское                                                                   | Воронцовское училище                                                           | 1859                                                                           | 54                                                    | 36                                                    | 18                                                    |
| Горькобалковское                                                               | Горько-балковское училище                                                      | 1879                                                                           | 56                                                    | 48                                                    | 8                                                     |
| Жуковское                                                                      | Жуковское училище                                                              | 1872                                                                           | 38                                                    | 34                                                    | 4                                                     |
| Краснополяна                                                                   | Краснополянское училище                                                        | 1872                                                                           | 60                                                    | 51                                                    | 9                                                     |
| Кручёная Балка                                                                 | Кручёно-балковское училище                                                     | 1874                                                                           | 43                                                    | 36                                                    | 7                                                     |
| Ладовская Балка                                                                | Ладовско-балковское училище                                                    | 1852                                                                           | 62                                                    | 51                                                    | 11                                                    |
| Лопанское                                                                      | Лопанское училище                                                              | 1868                                                                           | 45                                                    | 32                                                    | 13                                                    |
| Летницкое                                                                      | Летницкое училище                                                              | 1872                                                                           | 45                                                    | 41                                                    | 4                                                     |
| Медвежье                                                                       | Медвеженское училище                                                           | 1858                                                                           | 61                                                    | 54                                                    | 7                                                     |
| Николаевское                                                                   | Николаевское училище                                                           | 1870                                                                           | 58                                                    | 52                                                    | 6                                                     |
| Новодмитриевское                                                               | Ново-Дмитриевское училище                                                      | 1842                                                                           | 52                                                    | 40                                                    | 12                                                    |
| Ново-Егорлыкское                                                               | Ново-Егорлыкское училище                                                       | 1842                                                                           | 49                                                    | 44                                                    | 5                                                     |
| Ново-Михайловское                                                              | Ново-Михайловское училище                                                      | 1866                                                                           | 37                                                    | 28                                                    | 9                                                     |
| Ново-Павловское                                                                | Ново-Павловское училище                                                        | 1868                                                                           | 58                                                    | 49                                                    | 9                                                     |
| Песчанокопское                                                                 | Песчанокопское училище                                                         | 1873                                                                           | 59                                                    | 52                                                    | 7                                                     |
| Привольное                                                                     | Привольненское училище                                                         | 1873                                                                           | 55                                                    | 49                                                    | 6                                                     |
| Разсыпное                                                                      | Разсыпянское училище                                                           | 1876                                                                           | 39                                                    | 35                                                    | 4                                                     |
| Сандата                                                                        | Сандатовское училище                                                           | 1859                                                                           | 59                                                    | 44                                                    | 15                                                    |
| Средне-Егорлыкское                                                             | Средне-Егорлыкское 1-е училище                                                 | 1843                                                                           | 71                                                    | 58                                                    | 13                                                    |
| Средне-Егорлыкское                                                             | Средне-Егорлыкское 2-е училище                                                 | 1882                                                                           | 65                                                    | 53                                                    | 12                                                    |
| Итого по всем одноклассным училищам Министерства Народного Просвещения в уезде | Итого по всем одноклассным училищам Министерства Народного Просвещения в уезде | Итого по всем одноклассным училищам Министерства Народного Просвещения в уезде | 1245                                                  | 1051                                                  | 194                                                   |

Начальные училища
| Населённый пункт                       | Наименование училища                   | Год основания училища                  | Количество учеников в училище на год сбора статистики | Количество учеников в училище на год сбора статистики | Количество учеников в училище на год сбора статистики |
| Населённый пункт                       | Наименование училища                   | Год основания училища                  | 1890                                                  | 1890                                                  | 1890                                                  |
| Населённый пункт                       | Наименование училища                   | Год основания училища                  | Всего                                                 | Мальчиков                                             | Девочек                                               |
| -------------------------------------- | -------------------------------------- | -------------------------------------- | ----------------------------------------------------- | ----------------------------------------------------- | ----------------------------------------------------- |
| Бараниковское                          | Бараниковское училище                  | 1879                                   | 44                                                    | 32                                                    | 12                                                    |
| Берёзовское                            | Берёзовское училище                    | 1882                                   | 46                                                    | 38                                                    | 8                                                     |
| Екатериновское                         | Екатериновское училище                 | 1875                                   | 49                                                    | 38                                                    | 11                                                    |
| Ивановское                             | Ивановское училище                     | 1871                                   | 62                                                    | 48                                                    | 14                                                    |
| Кулешовское                            | Кулешовское училище                    | 1874                                   | 63                                                    | 51                                                    | 12                                                    |
| Ново-Манычское                         | Ново-Манычское училище                 | 1877                                   | 39                                                    | 32                                                    | 7                                                     |
| Песчанокопское                         | Песчанокопское училище                 | 1881                                   | 58                                                    | 52                                                    | 6                                                     |
| Поливянское                            | Поливянское училище                    | 1871                                   | 31                                                    | 29                                                    | 2                                                     |
| Развильное                             | Развильненское училище                 | 1879                                   | 33                                                    | 27                                                    | 6                                                     |
| Тахтинское                             | Тахтинское училище                     | 1879                                   | 33                                                    | 27                                                    | 6                                                     |
| Итого по всем начальным училищам уезда | Итого по всем начальным училищам уезда | Итого по всем начальным училищам уезда | 458                                                   | 374                                                   | 84                                                    |

Нехристианские училища
| Населённый пункт    | Наименование училища                    | Год основания училища | Количество учеников в училище на год сбора статистики | Количество учеников в училище на год сбора статистики | Количество учеников в училище на год сбора статистики |
| Населённый пункт    | Наименование училища                    | Год основания училища | 1890                                                  | 1890                                                  | 1890                                                  |
| Населённый пункт    | Наименование училища                    | Год основания училища | Всего                                                 | Мальчиков                                             | Девочек                                               |
| ------------------- | --------------------------------------- | --------------------- | ----------------------------------------------------- | ----------------------------------------------------- | ----------------------------------------------------- |
| Больше-дербетовское | Больше-дербетовское училище (калмыцкое) | 1880                  | 19                                                    | 19                                                    | 0                                                     |

Лютеранские церковно-приходские школы
| Населённый пункт                                           | Наименование школы                                         | Год основания школы                                        | Количество учеников в школе на год сбора статистики | Количество учеников в школе на год сбора статистики | Количество учеников в школе на год сбора статистики |
| Населённый пункт                                           | Наименование школы                                         | Год основания школы                                        | 1890                                                | 1890                                                | 1890                                                |
| Населённый пункт                                           | Наименование школы                                         | Год основания школы                                        | Всего                                               | Мальчиков                                           | Девочек                                             |
| ---------------------------------------------------------- | ---------------------------------------------------------- | ---------------------------------------------------------- | --------------------------------------------------- | --------------------------------------------------- | --------------------------------------------------- |
| Хагинская                                                  | Хагинская церковно-приходская школа (немецкая)             | 1878                                                       | 60                                                  | 43                                                  | 17                                                  |
| Хагинская                                                  | Хагинская церковно-приходская школа (эстонская)            | 1878                                                       | 66                                                  | 51                                                  | 15                                                  |
| Итого по всем лютеранским церковно-приходским школам уезда | Итого по всем лютеранским церковно-приходским школам уезда | Итого по всем лютеранским церковно-приходским школам уезда | 126                                                 | 94                                                  | 32                                                  |

#### Строительство
В 1882 году в селе Сандата (Медвеженского уезда) построено помещение для училища. Здание построено на средства крестьянина Бедрикова и обошлось в 10 тысяч рублей. В том же году завершено строительство моста через реку Разсыпную (ныне — река Рассыпная)

#### Преступления и пожары
Крупные кражи, произошедшие в 1882 году в Медвеженском уезде: в селении Богородицком украдено 7200 рублей, собранных на ремонт церкви; в селении Летницком (ныне — село Летник) из сундука волостной кассы украдено 1880 рублей;в селении Средне-Егорлыкском (ныне — село Средний Егорлык) из сундука волостной кассы украдено 696 рублей. В том же году, 17 июля, из-за неосторожности пьяного отставного солдата в селении Песчанокопском сгорело 312 дворов со всем имуществом, материальный ущерб составил 168470 рублей.

### Сельское хозяйство
В 1885 году сельскохозяйственные угодья во всех уездах Ставропольской губернии пострадали от сильнейшей за 50 лет засухи. Земледельцы Медвеженского уезда также понесли серьёзные потери урожая. В том году особенно пострадали посевы яровой пшеницы, ржи, овса, урожайность которых даже не покрывала затраты семенного материала при посеве. Неурожай 1885 года негативно отразился на приросте населения, на торговле, фабрично-заводской деятельности, но наибольший урон от засухи понесло животноводство. Усиленный падёж скота начался в январе и по мере приближения к весне и истощения кормовых запасов постепенно возрастал. Наибольшая смертность животных отмечалась с 18 по 26 января, в период метелей.
Медвеженский уезд занимал выгодное географическое положение, благоприятные климатические условия и плодородные почвы способствовали развитию земледелия. Почвы в уезде были одними из наиболее плодородных в Ставропольской Губернии, поэтому 38,9 % земель Медвеженского уезда занимали пашни (по данным 1875 года), в то время как в других уездах губернии площадь земель, занимаемая пашней, была значительно меньше. По сведениям 1875 года в Ставропольском уезде под пашней находилось 30,8 % общей площади земель, в Александровском уезде — 14,9 %, а в Новогригорьевский уездe лишь 14,2 % земель было пригодно для земледелия. Чтобы обрабатывать такую значительную посевную площадь как в Медвеженском уезде, требовалось большое количество рабочих рук, поэтому в уезде была наибольшая плотность населения в Ставропольской губернии — 14,87 человек на 1 квадратный километр (на 100га) земли (по сведениям 1873 года). Для сравнения плотность населения в Ставропольском уезде — 11,5 человек на 1 квадратный километр (в том числе и население г. Ставрополя), в Александровском и Новогригорьевском — 8 человек на 1 квадратный километр.

## Структура

### Список населённых мест Медвеженского уезда по состоянию на 1873 год[26]
1-й стан
Медвеженская волость:
- село Медвежье
- Медвеженская почтовая станция
- хутор Пашкова
- хутор Абрамова
- хутор Чаплыгина
- усадьба Лунина (хутор Пеняев)
- село Ладовская Балка
- село Ново-Михайловское (Тамбовка)

Преградненская волость:
- село Преградное
- усадьба Паречного
- усадьба Нефёдова
- хутор Горлова
- хутор Сазонова
- село Ново-Дмитриевское
- хутора Тахтинские
- Населённые места на землях частного владения:
  - посёлок Богомолова (Дедешкин)
  - посёлок Приютина
  - посёлок Николаевка (Васильевский братьев Садомцевых винокуренный завод)
  - посёлок Александра Садомцева

2-й стан
Белоглининская волость:
- село Белоглина
- усадьба Лукьянова
- усадьба Мануйлова
- усадьба Христенки
- село Ново-Павловское (Бурая балка)
- отсёлок Кулешовский
- село Горькобалковское

Средне-Егорлыкская волость:
- село Среднеегорлыкское (другие названия — Лежанка, Вонючее)
- отсёлок Лопанский
- Населённые места на землях частного владения:
  - посёлок Масловского
  - посёлок Масловского-2
  - посёлок Закотянского-Пристенского
  - посёлок Закотянского-Пристенского-2
  - посёлок Закотянского-Пристенского-3
  - посёлок Закотянского-Пристенского-4
  - посёлок Кривки
  - посёлок Кривки-2
  - посёлок Кривки-3
  - посёлок Кривки-4
  - посёлок Кривки-5
  - посёлок Кривки-6

3-й стан
Летницкая волость:
- село Летницкое
- село Жуковское
- село Разсыпное
- село Привольное
- посёлок Есауловский (пожизненное поземельное владение)

Песчанокопская волость:
- село Песчанокопское
- усадьба Шевелёва
- село Богородицкое
- отсёлок Кручёная Балка
- хутор Мухин
- хутор Кислицын
- Населённые места на землях частного владения:
  - посёлок Челомбиева
  - посёлок Кожухова
  - посёлок Ивана Сысоева
  - посёлок Алексея Сысоева

Поливянская волость:
- село Поливянное
- село Николаевское
- село Развильное
- хутор Ремонтирский

4-й стан
Сандатовская волость:
- село Сандата
- село Ивановское
- село Краснополяна
- хутор Мацегоров

Ново-Егорлыкская волость:
- село Ново-Егорлыкское
- село Ново-Манычское
- село Бараниковское
- село Берёзовское

Воронцовская волость:
- село Воронцовское
- хутор Диденки
- усадьба Куленки
- хутор Шаблиев
- село Екатериновское (Медынка)
- отсёлок Шаблиевский
- хутор Сенченки
- деревня Александровская (Сысоевка)

### Список населённых мест Медвеженского уезда по состоянию на 1909 год[27]
1-й стан
- село Медвежье
- хутор Абрамов
- село Летницкое
- село Привольное
- хутор Богомолов
- экономия Ивана Минаева (Минаевича) Берберова
- экономия братьев Дёминых
- село Разсыпное
- Разсыпянский хутор (уроч Чундута)
- село Жуковское
- экономия вдовы Гахаевой
- экономия Петра Волкова
- экономия Ивана Волкова
- село Покровское

2-й стан
- село Дмитриевское
- хутор Магадын-Сала
- хутор Тахта
- хутор Воровская Балка
- хутор Алексея Киян
- хутор Алексея Приходько
- зимовка Потапа Панченко
- зимовка Макара Семеняка
- хутор Якова Чумакова
- участок Павла Писич
- участок Прасковьи Мораховской
- участок Прокофия Завезиона
- село Ново-Михайловское (Тамбовка)
- село Ладовскобалковское
- село Преградное
- отрубной участок лиц, укрепивших землю в собственность
- село Радыки
- село Тахтинское

3-й стан
- село Белая Глина
- хутор Мануилов
- хутор Русин
- село Песчанокопское
- хутор Шевелёва
- село Среднеегорлыкское (Лежанка)
- село Горькобалковское
- село Лопанское
- хутор Петра Потапова (аренд. Масловскаго)
- хутор Парфентия Юрьева (аренд. Масловскаго)
- хутор Агрипины Ивановой
- хутор Сергея и Фёдора Гайдаровых
- хутор Фёдора Закотянскаго
- хутор Екатерины Закотянской
- хутор наследников Еф. Закотянскаго
- хутор Ивана Безручко
- хутор Фёклы Некрасовой
- хутор Кирилла Резниченко
- хутор Никиты Кривкина
- хутор Степана Кривкина
- хутор Петра, Ивана и Михаила Кривкиных
- хутор Афанасия Кривкина
- село Кулешовское
- село Павловское (Бурая балка)

4-й стан
- село Воронцово-Николаевское
- посёлок при станции Торговая (владение железной дороги),
- станция Торговая (владение железной дороги)
- хутор Бровки
- хутор Морозов
- село Кручёнобалковское
- село Сысоево-Аленсандровское
- хутор Хоцкаго (бывший братьев Юрьевых)
- хутор Тацын
- хутор Мелешкин
- хутор Акимов
- село Богородицкое
- хутор Челомбиев
- Кожуховское имение князя П. Н. Трубецкого
- село Развильное
- село Поливянное
- село Николаевское
- хутор Чундута
- село Екатериновское (Медынка, по церковным документам — Медынцево),
- Шаблиевка (при станции железной дороги)

5-й стан
- село Ново-Егорлыкское
- хутор Минковский
- хутор Мирчанский
- село Берёзовское
- хутор Джуве
- село Сандатовское
- паровая мельница крестьянина Афанасия Побоженскаго
- село Немецко-Хагинское
- усадьба Вильг. Арнольд (ARNOLD) (немецкий хутор к северо-востоку от Ставрополя. Жителей: 9 человек (1909))[28]
- хутор Егора Сазонова
- село Эсто-Хагинское
- село Ивановское
- хутор Минко Спиридона
- хутор Степана Липовскаго
- село Красная Поляна
- Мацегоров хутор
- село Ново-Манычское
- отсёлок Полтавский
- село Бараниковское
- село Ново-Павловское

### Неупомянутые выше населённые пункты
- Кутурта (до 1917 года — немецкий хутор Ставропольской губернии Медвеженского уезда. К северу от Ставрополя. Земли 1200 десятин (1915). Жителей: 38 человек (1916))[28].

## Административное устройство
После создания уезда в 1872 году в его состав входило 40 волостей.
В 1913 году в состав уезда входило 35 волостей:
| - Баранниковская — с. Баранниково - Березовская — с. Березовское - Богородицкая — с. Богородицкое - Белоглинская — с. Белоглина - Воронцовская — с. Воронцовское - Горько-Балковская — с. Горько-Балковское - Екатериновская — с. Екатериновское - Жуковская — с. Жуковское - Ивановская — с. Ивановское - Красно-Полянская — с. Красная Поляна - Кручёно-Балковская — с. Кручёно-Балковское - Кулешовская — с. Кулешовское - Ладовско-Балкская — с. Ладовская Балка - Лопанская — с. Лопанское - Летницкая — с. Летницкое - Медвежьинская — с. Медвежье - Николаевская — с. Николаевское - Ново-Дмитриевская — с. Ново-Дмитриевское | - Ново-Егорлыцкая — с. Ново-Егорлыцкое - Ново-Манычская — с. Ново-Манычское - Ново-Михайловская — с. Ново-Михайловское - Ново-Павловская — с. Ново-Павловское - Немецко-Хагинская — с. Хагинское-Немецкое - Песчанокопская — с. Песчанокопское - Покровская — с. Покровское - Поливенская — с. Поливенное - Преградная — с. Преградное - Привольнинская — с. Привольное - Радыковская — с. Радыковское - Развильнинская — с. Развильное - Рассыпнинская — с. Рассыпное - Сандатская — с. Сандата - Средне-Егорлыкская — с. Средне-Егорлыкское - Тахтская — с. Тахта - Эстонско-Хагинская — с. Хагинское-Эстонское |

После выделения Воронцово-Николаевского уезда в 1920 году в составе Медвеженского уезда осталось 15 волостей.